# Listă de aeroporturi după codul IATA: N
Mai jos este lista de aeroporturi al căror cod IATA începe cu litera N.
Această listă este generată cu date din Wikidata și este actualizată periodic de un robot.
 Editările făcute în listă vor fi șterse la următoarea actualizare!
| Imagine | Cod IATA | Articol                                         |
| ------- | -------- | ----------------------------------------------- |
|         | NSM      | Aeroportul Norseman                             |
|         | NPR      | Aeroportul Novo Progresso                       |
|         | NTB      | Aeroportul Notodden                             |
|         | NLP      | Aeroportul Nelspruit                            |
|         | NOS      | Aeroportul Fascene                              |
|         | NBS      | Aeroportul Changbaishan                         |
|         | NVA      | Aeroportul Benito Salas                         |
|         | NEW      | Aeroportul Lakefront                            |
|         | NKL      | Aeroportul Nkolo Fuma                           |
|         | NTE      | Aeroportul Nantes Atlantique                    |
|         | NRK      | Aeroportul Norrköping                           |
|         | NDR      | Aeroportul Internațional Nador                  |
|         | NBE      | Aeroportul Internațional Enfidha – Hammamet     |
|         | NKS      | Aeroportul Nkongsamba                           |
|         | NMA      | Aeroportul Namangan                             |
|         | NML      | Aeroportul Fort McMurray/Mildred Lake           |
|         | NTL      | Aeroportul Newcastle                            |
|         | NAN      | Aeroportul Internațional Nadi                   |
|         | NAU      | Aeroportul Napuka                               |
|         | NLN      | Aeroportul Kneeland                             |
|         | NIU      | Aeroportul Niau                                 |
|         | NUK      | Aeroportul Nukutavake                           |
|         | NLK      | Aeroportul Norfolk Island                       |
|         | NVI      | Aeroportul Internațional Navoi                  |
|         | NDF      | Aeroportul N'dalatando                          |
|         | NNK      | Aeroportul Naknek                               |
|         | NUE      | Aeroportul Nürnberg                             |
|         | NMG      | Aeroportul San Miguel                           |
|         | NYO      | Aeroportul Stockholm Skavsta                    |
|         | NDA      | Aeroportul Bandanaira                           |
|         | NON      | Aeroportul Nonouti                              |
|         | NLO      | Aeroportul N'Dolo                               |
|         | NUD      | Aeroportul En Nahud                             |
|         | NLE      | Aeroportul Jerry Tyler Memorial                 |
|         | NOU      | Aeroportul Internațional La Tontouta            |
|         | NEU      | Aeroportul Sam Neua                             |
|         | NIF      | Aeroportul Nifty                                |
|         | NYE      | Aeroportul Nyeri                                |
|         | NPO      | Aeroportul Nanga Pinoh                          |
|         | NYU      | Aeroportul Nyaung U                             |
|         | NUU      | Aeroportul Nakuru                               |
|         | NUL      | Aeroportul Nulato                               |
|         | NOJ      | Aeroportul Noyabrsk                             |
|         | NYR      | Aeroportul Nyurba                               |
|         | NST      | Aeroportul Nakhon Si Thammarat                  |
|         | NAP      | Aeroportul Internațional Napoli                 |
|         | NDB      | Aeroportul Internațional Nouadhibou             |
|         | NGA      | Aeroportul Young                                |
|         | NSK      | Aeroportul Alykel                               |
|         | NHV      | Aeroportul Nuku Hiva                            |
|         | NDM      | Aeroportul Mendi, Ethiopia                      |
|         | NBN      | Aeroportul Annobon                              |
|         | NDK      | Aeroportul Namorik                              |
|         | NNL      | Aeroportul Nondalton                            |
|         | NTQ      | Aeroportul Noto                                 |
|         | NVN      | Aeroportul Nervino                              |
|         | NDL      | Aeroportul N'Délé                               |
|         | NGS      | Aeroportul Nagasaki                             |
|         | NLA      | Aeroportul Internațional Simon Mwansa Kapwepwe  |
|         | NKC      | Aeroportul Internațional Nouakchott–Oumtounsy   |
|         | NLI      | Aeroportul Nikolayevsk-on-Amur                  |
|         | NRG      | Aeroportul Narrogin                             |
|         | NLH      | Aeroportul Lugu Lake                            |
|         | NOP      | Aeroportul Sinop                                |
|         | NRI      | Aeroportul Regional Grand Lake                  |
|         | NSI      | Aeroportul Internațional Yaoundé Nsimalen       |
|         | NOK      | Aeroportul Nova Xavantina                       |
|         | NOB      | Aeroportul Nosara                               |
|         | NLF      | Aeroportul Darnley Island                       |
|         | NWA      | Aeroportul Mohéli Bandar Es Eslam               |
|         | NMC      | Aeroportul Norman's Cay                         |
|         | NLG      | Aeroportul Nelson Lagoon                        |
|         | NDD      | Aeroportul Sumbe                                |
|         | NAT      | Aeroportul Internațional Greater Natal          |
|         | NAT      | Aeroportul Augusto Severo                       |
|         | NAG      | Aeroportul Internațional Dr. Babasaheb Ambedkar |
|         | NHS      | Aeroportul Nushki                               |
|         | NTG      | Aeroportul Nantong Xingdong                     |
|         | NUP      | Aeroportul Nunapitchuk                          |
|         | NTO      | Aeroportul Agostinho Neto                       |
|         | NYA      | Aeroportul Nyagan                               |
|         | NYK      | Aeroportul Nanyuki                              |
|         | NKU      | Aeroportul Nkaus                                |
|         | NBO      | Aeroportul Internațional Jomo Kenyatta          |
|         | NAO      | Aeroportul Nanchong Gaoping                     |
|         | NGX      | Aeroportul Manang                               |
|         | NUB      | Aeroportul Numbulwar                            |
|         | NNS      | Aeroportul Naini Saini                          |
|         | NTR      | Aeroportul Del Norte                            |
|         | NDE      | Aeroportul Mandera                              |
|         | NVT      | Aeroportul Internațional Ministro Victor Konder |
|         | NOV      | Aeroportul Albano Machado                       |
|         | NSH      | Aeroportul Noshahr                              |
|         | NSB      | Aeroportul North Bimini                         |
|         | NAJ      | Aeroportul Nakhchivan                           |
|         | NCI      | Aeroportul Necocli                              |
|         | NOT      | Aeroportul Marin County                         |
|         | NBC      | Aeroportul Begishevo                            |
|         | NCA      | Aeroportul North Caicos                         |
|         | NFG      | Aeroportul Nefteyugansk                         |
|         | NZH      | Aeroportul Manzhouli Xijiao                     |
|         | NFO      | Aeroportul Mata'aho                             |
|         | NZC      | Aeroportul Maria Reiche Neuman                  |
|         | NGI      | Aeroportul Ngau                                 |
|         | NIC      | Aeroportul Internațional Nicosia                |
|         | NMT      | Aeroportul Namtu                                |
|         | NDJ      | Aeroportul Internațional N'Djamena              |
|         | NUI      | Aeroportul Nuiqsut                              |
|         | NNR      | Aeroportul Connemara                            |
|         | NTN      | Aeroportul Normanton                            |
|         | NOG      | Aeroportul Nogales (Mexico)                     |
|         | NKG      | Aeroportul Internațional Nanjing Lukou          |
|         | NSL      | Aeroportul Municipal Slayton                    |
|         | NDC      | Aeroportul Shri Guru Gobind Singh Ji            |
|         | NNB      | Aeroportul Santa Ana                            |
|         | NPT      | Aeroportul Newport State                        |
|         | NNG      | Aeroportul Nanning Wuxu                         |
|         | NER      | Aeroportul Chulman                              |
|         | NGR      | Aeroportul Ningerum                             |
|         | NIG      | Aeroportul Nikunau                              |
|         | NEF      | Aeroportul Neftekamsk                           |
|         | NAS      | Aeroportul Internațional Lynden Pindling        |
|         | NGB      | Aeroportul Ningbo Lishe                         |
|         | NGK      | Aeroportul Nogliki                              |
|         | NTX      | Aeroportul Ranai                                |
|         | NCG      | Aeroportul Nuevo Casas Grandes                  |
|         | NCH      | Aeroportul Nachingwea                           |
|         | NCN      | Aeroportul Chenega Bay                          |
|         | NIM      | Aeroportul Internațional Diori Hamani           |
|         | NLT      | Aeroportul Nalati                               |
|         | NNU      | Aeroportul Jorge Schieber                       |
|         | NWI      | Aeroportul Internațional Norwich                |
|         | NZA      | Aeroportul Nzagi                                |
|         | NRA      | Aeroportul Narrandera                           |
|         | NNI      | Aeroportul Namutoni                             |
|         | NDG      | Aeroportul Qiqihar Sanjiazi                     |
|         | NGO      | Aeroportul Internațional Chubu Centrair         |
|         | NAY      | Aeroportul Beijing Nanyuan                      |
|         | NME      | Aeroportul Nightmute                            |
|         | NRM      | Aeroportul Keibane                              |
|         | NAC      | Aeroportul Naracoorte                           |
|         | NOR      | Aeroportul Norðfjörður                          |
|         | NZL      | Aeroportul Zhalantun Chengjisihan               |
|         | NAI      | Aeroportul Annai                                |
|         | NUR      | Aeroportul Nullabor Motel                       |
|         | NNT      | Aeroportul Nan Nakhon                           |
|         | NAE      | Aeroportul Natitingou                           |
|         | NCJ      | Aeroportul Sunchales                            |
|         | NGN      | Aeroportul Nargana                              |
|         | NEC      | Aeroportul Necochea                             |
|         | NBX      | Aeroportul Nabire                               |
|         | NRL      | Aeroportul North Ronaldsay                      |
|         | NCT      | Aeroportul Nicoya                               |
|         | NYM      | Aeroportul Nadym                                |
|         | NNX      | Aeroportul Nunukan                              |
|         | NEV      | Aeroportul Vance W. Amory                       |
|         | NCE      | Aeroportul Coasta de Azur Nisa                  |
|         | NPY      | Mpanda                                          |
|         | NPY      | Aeroportul Mpanda                               |
|         | NYI      | Aeroportul Sunyani                              |
|         | NMS      | Aeroportul Namsang                              |
|         | NBB      | Aeroportul Barranco Minas                       |
|         | NQY      | Aeroportul Newquay Cornwall                     |
|         | NPL      | Aeroportul New Plymouth                         |
|         | NUM      | Aeroportul Neom                                 |
|         | NUS      | Aeroportul Norsup                               |
|         | NHF      | Aeroportul New Halfa                            |
|         | NVR      | Aeroportul Novgorod                             |
|         | NIX      | Aeroportul Nioro                                |
|         | NAH      | Aeroportul Naha                                 |
|         | NVS      | Aeroportul Nevers-Fourchambault                 |
|         | NEK      | Aeroportul Nekemte                              |
|         | NAW      | Aeroportul Narathiwat                           |
|         | NAM      | Aeroportul Namlea                               |
|         | NMB      | Aeroportul Daman                                |
|         | NJF      | Aeroportul Internațional Al Najaf               |
|         | NRE      | Aeroportul Namrole                              |
|         | NSO      | Aeroportul Scone                                |
|         | NQT      | Aeroportul Nottingham                           |
|         | NCY      | Aeroportul Annecy – Haute-Savoie – Mont Blanc   |
|         | NIO      | Aeroportul Nioki                                |
|         | NCO      | Aeroportul Quonset State                        |
|         | TSE NQZ  | Aeroportul Internațional Nursultan Nazarbayev   |
|         | NAV      | Aeroportul Nevşehir Kapadokya                   |
|         | NGE      | Aeroportul Ngaoundéré                           |
|         | NAK      | Aeroportul Nakhon Ratchasima                    |
|         | NGQ      | Aeroportul Ngari Günsa                          |
|         | NQL      | Aeroportul Niquelândia                          |
|         | NGD      | Aeroportul Auguste George                       |
|         | NRT      | Aeroportul Internațional Narita                 |
|         | NIA      | Aeroportul Nimba                                |
|         | NQN      | Aeroportul Internațional Presidente Perón       |
|         | NDY      | Aeroportul Sanday                               |
|         | NCL      | Aeroportul Newcastle                            |
|         | NLV      | Aeroportul Nicolaev                             |
|         | NBL      | Aeroportul Wannukandi                           |
|         | NLD      | Aeroportul Quetzalcóatl                         |
|         | NKY      | Aeroportul Yokangassi                           |
|         | NUX      | Aeroportul Novy Urengoy                         |
|         | NJC      | Aeroportul Nizhnevartovsk                       |
|         | NDU      | Aeroportul Rundu                                |
|         | NAQ      | Aeroportul Qaanaaq                              |
|         | NQU      | Aeroportul Reyes Murillo                        |
|         | NZE      | Aeroportul Nzérékoré                            |
|         | NHZ      | Aeroportul Brunswick Executive                  |
|         | NTT      | Aeroportul Niuatoputapu                         |
|         | NKT      | Aeroportul Şırnak                               |
|         | NNM      | Aeroportul Naryan-Mar                           |
|         | NYN      | Aeroportul Nyngan                               |
|         | NCU      | Aeroportul Nukus                                |
|         | NYT      | Aeroportul Internațional Nay Pyi Taw            |
|         | NVG      | Aeroportul Nueva Guinea                         |
|         | NVD      | Aeroportul Municipal Nevada                     |
|         | NOZ      | Aeroportul Spichenkovo                          |
|         | NPE      | Aeroportul Hawke's Bay                          |
|         | NMF      | Aeroportul Internațional Maafaru                |
|         | NAR      | Aeroportul Puerto Nare                          |
|         | NVP      | Aeroportul Novo Aripuana                        |
|         | NYW      | Aeroportul Monywar                              |
|         | NTY      | Aeroportul Pilanesberg                          |
|         | NAA      | Aeroportul Narrabri                             |
|         | NAL      | Aeroportul Nalchik                              |
|         | NRR      | Aeroportul José Aponte de la Torre              |
|         | NNY      | Aeroportul Nanyang Jiangying                    |
|         | NIB      | Aeroportul Nikolai                              |